# Roztoka (dopływ Soły)
Roztoka – potok, lewy dopływ Soły o długości 4,01 km i powierzchni zlewni 6,04 km².
Zlewnia potoku znajduje się w miejscowości Czernichów wzachodniej części Beskidu Małego, na lewym brzegu Soły. Orograficznie lewe jej ograniczenie tworzy południowo-wschodni grzbiet Rogacza (899 m) z wzniesieniem Suchego Wierchu, prawe jego południowy grzbiet ze szczytami Przysłop, Solisko, Gronik i Przyszop. W Czernichowie Roztoka uchodzi do Soły na wysokości ok. 320 m, nieco poniżej zapory wodnej na sztucznym zbiorniku Jezioro Żywieckie.